# Trigonectes
Trigonectes is een geslacht van straalvinnige vissen uit de familie van de killivisjes (Rivulidae).

## Soorten
- Trigonectes aplocheiloides Huber, 1995
- Trigonectes balzanii (Perugia, 1891)
- Trigonectes macrophthalmus W. J. E. M. Costa, 1990
- Trigonectes rogoaguae (N. E. Pearson & G. S. Myers, 1924)
- Trigonectes rubromarginatus W. J. E. M. Costa, 1990
- Trigonectes strigabundus G. S. Myers, 1925